# Giovanni Regis
Giovanni Giuseppe Regis, conte (Savigliano, 4 dicembre 1792 – Torino, 5 maggio 1870), è stato un magistrato e politico italiano.
Laureato in giurisprudenza a Torino alla professione forense preferisce la carriera in magistratura e nella pubblica amministrazione. È stato sostituto procuratore, consigliere di stato e magistrato della corte dei conti.